# Stazione di San José de Valderas
La stazione di San José de Valderas è una stazione ferroviaria a servizio di Alcorcón, sulla linea Móstoles-El Soto.
Forma parte della linea C5 delle Cercanías di Madrid.
Si trova tra calle Sahagún e Avenida de Lisboa, nel quartiere San José de Valderas di Alcorcón.

## Storia
La stazione è stata inaugurata per la prima volta nel 1891 come fermata della linea Madrid - Almorox. La linea venne chiusa e parzialmente smantellata a partire dal 30 giugno 1970.
La stazione fu riaperta come parte delle Cercanías di Madrid nel 1976, dopo 3 anni di lavori di ristrutturazione ed ampliamento. Nel 1989 venne ulteriormente ampliata a motivo della costruzione di un centro commerciale nelle vicinanze.